# 亚历山大·马特韦延科
亚历山大·马卡罗维奇·马特韦延科（俄语：Александр Макарович Матвеенко，1939年8月20日—2021年1月12日），俄罗斯航天工程专家，莫斯科航空学院原院长，俄罗斯科学院院士。

## 生平
1939年生于乌克兰苏维埃社会主义共和国第聂伯罗捷尔任斯克。苏德战争开始后被疏散至哈萨克斯坦，后在哈尔科夫航空学院学习，1962年毕业于莫斯科航空学院。1962年至1975年在苏霍伊设计局工作。1975年进入莫斯科航空学院工作，1992年至2007年担任校长。1997年当选俄罗斯科学院通讯院士。2003年当选俄罗斯科学院院士。2007年开始担任莫斯科航空学院院长顾问。2021年1月12日逝世。